# شريف السبعاوي
شريف السبعاوي (من مواليد 24 يوليو 1965 في الإسكندرية، مصر)، هو سياسي كندي، انتُخب لعضوية مجلس نواب أونتاريو في انتخابات المقاطعة لعام 2018. يمثل دائرة ميسيسوجا إيرين ميلز عضوًا في حزب المحافظين التقدميين في أونتاريو.
السبعاوي عضو في اللجنة الدائمة للحكومة العامة. يشغل منصب المساعد البرلماني لوزير التراث والرياضة والسياحة والصناعات الثقافية.
قبل ذلك، ترشح السبعاوي وخسر ترشيحه ممثلا الحزب الليبرالي الكندي عن منطقة ميسيسوجا-إيرين ميلز الفدرالية في الانتخابات الفيدرالية لعام 2015.

## عن حياته
تخرج السبعاوي في كلية الهندسة، جامعة الإسكندرية، ثم هاجر إلى كندا عام 1995. يعمل في مجال شبكات الحاسوب، كما أنه مدرّس لهندسة الحاسوب في كليّتي جورج براون [الإنجليزية] وسِنتِنيال [الإنجليزية].